# Granblue Fantasy
Granblue Fantasy é um jogo de RPG eletrônico desenvolvido pela Cygames para Android, iOS e navegadores da web, lançado pela primeira vez no Japão em março de 2014. O jogo é notável por reunir o compositor Nobuo Uematsu e o diretor de arte Hideo Minaba, que anteriormente colaborou em Final Fantasy V (1992), Final Fantasy VI (1994), Final Fantasy IX (2000) e Lost Odyssey (2007).
Granblue Fantasy usa um sistema de gacha; em vez de comprar novos personagens, os jogadores gastam dinheiro para obter um cristal, efetivamente uma caixa de saque, por 300 ienes (~ 2,67 USD), e depois recebem uma "gota" aleatória usando o cristal.
É um jogo de RPG com batalhas por turnos. O jogo também contém convocação e um sistema de classes que altera o movimento e o crescimento do personagem principal. Os personagens ganham níveis e habilidades ao acumular experiência; convocações e armas equipadas também conferem aos personagens bônus com poder de ataque e pontos. Os próprios personagens são conquistados através de missões (as missões da história principal ou missões de eventos especiais) ou usando a moeda do jogo para receber fragmentos de cristal aleatórios, que podem conter armas especiais que adicionam personagens específicos ao grupo. Personagens, convocações e armas são classificadas (do melhor ao pior) como SSR, SR, R ou N; cada um também é do tipo vento, água, fogo, terra, luz ou escuridão. Os dubladores fornecem vozes para todos os personagens em batalha e para grande parte das histórias principais e dos eventos.

## Economia de jogo
Uematsu trabalhou em onze faixas para o jogo, com Tsutomu Narita fazendo outras nove, e Minaba desenhou aproximadamente 100 designs de personagens em potencial. O jogo também contém dublagens de Hiroaki Hirata, que trabalhou anteriormente em Final Fantasy XII e Dissidia 012 Final Fantasy.
O jogo foi originalmente planejado para ser lançado no Japão em 17 de dezembro de 2013, mas foi adiado para 10 de março de 2014. O jogo é gratuito e publicado pela Mobage. No TGS 2015, foi anunciado que o jogo receberia um lançamento internacional em março de 2016. Em vez de um lançamento internacional, um patch de idioma foi lançado, adicionando uma opção no jogo para mudar do japonês para o inglês. Isso permite que jogadores internacionais que jogam a versão japonesa mantenham todos os seus dados.